# Благова, Галина Фёдоровна
Галина Фёдоровна Благова (Данько) (31 августа 1927, Москва — 26 июля 2013, Москва) — советский и российский учёный-востоковед, тюрколог, историк науки. Доктор филологических наук. Ведущий научный сотрудник Отдела урало-алтайских языков Института языкознания РАН.

## Биография
Родилась в Москве 31 августа 1927 года. В 1942 году закончила экстерном неполную среднюю школу, после чего продолжила учёбу и в 1945 году завершила своё среднее образование. В том же году поступила на восточное отделение филологического факультета Московского государственного университета имени М. В. Ломоносова по специальности «тюркская филология».
Под влиянием университетских учителей — Н. К. Дмитриева, В. М. Насилова, Э. Н. Наджипа, Э. В. Севортяна, ираниста А. А. Старикова у Благовой рано проявился интерес к истории литературных языков Центральной и Средней Азии, к исторической грамматике соответствующих языков, поиску новых исследовательских приёмов.
В 1954 году Благова защитила кандидатскую диссертацию. Её темой стало филологическое изучение главнейшего труда императора Бабура, его Записок «Бабур-наме». Этим Благова продолжила надолго прервавшуюся в СССР традицию их научного исследования.
С 1956 по 1974 год включительно Благова в качестве заведующего отделом языков и письменности народов СССР занималась редакторской деятельностью в журнале «Вопросы языкознания», из них 14 лет (1956—1969) под руководством его главного редактора — академика В. В. Виноградова.
С конца 1975 года Благова — старший научный сотрудник сектора тюркских и монгольских языков Института языкознания АН СССР. Также в 1975—1987 годах — учёный секретарь Советского комитета тюркологов при Отделении литературы и языка (ОЛЯ) АН СССР.
В 1982 году Благова защитила выпущенную в виде монографии докторскую диссертацию «Тюркское склонение в ареально-историческом освещении».
С середины 1980-х годов — член редколлегии журнала «Советская тюркология».
В 1990-е—2000-е годы Благова много труда посвятила историографии тюркского языкознания.
Как член отдела урало-алтайских языков Г. Ф. Благова активно участвовала в многолетней разработке важных исследовательских направлений тюркского языкознания — сравнительно-исторической грамматики и Этимологического словаря тюркских языков.
В последние годы Благова состояла ведущим научным сотрудником Института языкознания РАН, членом Спецсовета по защите докторских диссертаций, членом редколлегий журналов «Урало-алтайские исследования» и «Российская тюркология».

## Научные публикации
- Характеристика грамматического строя (морфологии) староузбекского литературного языка конца XV в. по «Бабур-наме». М., 1954, 17 с.
- К истории изучения «Бабур-наме» в России // Тюркологический сборник: к 60-летию А. Н. Кононова. М., 1966, с. 168—176.
- Тюркский аффиксальный плеоназм в сравнительно-историческом и ареально-лингвистическом освещении // Вопросы языкознания. 1968, с. 81—98.
- Тенденции к усложнению тюркского падежного склонения (Опыт сравнительно-типологического изучения) // Вопросы языкознания. 1970, № 1, с. 60-81.
- О методике изучения морфологии средневековых тюркских поэтических текстов // Вопросы языкознания. 1977, № 3, с. 86—100.
- Тюркское склонение в ареально-историческом освещении (Юго-восточный регион). М., Наука, 1982, 304 с.
- Сравнительно-историческая грамматика тюркских языков. Морфология. М., 1988. — авт. разд.: Категория падежа. С. 28—136; Склонение личных и указательных местоимений. С. 210—255. Вкладыш.
- Из истории тюркской текстологии. А. Н. Самойлович — исследователь «Бабур-наме». М., Ин-т языкознания РАН, 1993, 101 с.
- «Бабур-наме»: язык, прагматика текста, стиль. К истории чагатайского литературного языка. М.: Вост. лит. РАН, 1994, 404 с.
- Этимологический словарь тюркских языков. Общетюркские и межтюркские лексические основы на буквы «К» и «Қ». М.: Языки русской культуры, 1997. (Отв. ред. 363 с.).
- Этимологический словарь тюркских языков. Общетюркские и межтюркские лексические основы на букву «Қ». М.: Индрик, 2000. (Отв. ред. 259 с.).
- Этимологический словарь тюркских языков. Общетюркские и межтюркские лексические основы на буквы Л-М-Н-П-С. М.: Вост. лит. РАН, 2003, 456 с. — авт. 29 словарн. статей на букву «С».
- Сравнительно-историческая грамматика тюркских языков. Региональные реконструкции. М.: Наука 2002. — авт. разд.: Карлукская группа. Морфология (кроме глагола). С. 508—543, 594—599.
- Сравнительно-историческая грамматика тюркских языков. Пратюркский язык-основа. Картина мира пратюркского этноса по данным языка. М.: Наука, 2006. — авт. разд.: Антропонимическая микросистема как проекция космологических и социальных представлений пратюрков. С. 660—751; О типологических схождениях и подобиях между тюркской, урало-алтайской и другими АС. С. 751—765.
- Сравнительно-историческое изучение тюркской антропонимии в современной России: реальность и перспективы // Rocznik Orientalistyczny. T. LI. Warszawa, 1998.
- Пословица и жизнь: Личный фонд русских пословиц в историко-фольклористической ретроспективе. М.: Вост. лит. РАН, 2000. 224 с. ISBN 5-02-018140-4.
- Николай Константинович Дмитриев: К 100-летию со дня рождения. М.: Наука, 2001, 297 с. — Сост. разд. II. С. 99-226. Неопубликованные статьи и тексты Н. К. Дмитриева, с. 99—226. Авт.: Предисл. 3—4; Добавления к научной биографии Н. К. Дмитриева (по архивным материалам). С. 25—46; От составителя. С. 101—103; Н. К. Дмитриев как историк науки. С. 101—111; Научное наследие Н. К. Дмитриева в Архиве РАН (обзор). С. 227—254; Публикация, комментарии и примечания (к архивным текстам Н. К. Дмитриева). С. 124—226.
- Самойлович А. Н. Тюркское языкознание. Филология. Руника / Составители и отв. редакторы тома Г. Ф. Благова и Д. М. Насилов. М.: Вост. лит. РАН, 2005.
- Александр Николаевич Самойлович: Научная переписка. Биография / Составитель, автор статей и биографии Г. Ф. Благова. М.: Вост. лит. РАН, 2008.
- История тюркологии в России (вторая половина XIX – начало XX века): Очерки по истории тюркского языкознания в России / Г. Ф. Благова; Отв. ред. Д. М. Насилов; Институт языкознания РАН. — М.: Восточная литература, 2012. — 312, [4] с. — 800 экз. — ISBN 978-5-02-036506-3. (в пер.)